# Gare de Hjerkinn
La gare de Hjerkinn est une gare ferroviaire de la ligne de Dovre située dans la commune de Dovre. Elle se trouve dans le village de Hjerkinn en plein centre du parc national de Dovre. La gare a été mise en service en 1921 lorsque la portion entre Dombås et Trondheim fut achevée. 
La gare n'est plus occupée, elle est automatisée depuis le 11 décembre 1968 ; elle a depuis le statut de halte ferroviaire. Le bâtiment de la gare est sur deux étages avec au rez-de-chaussée le local de travail et l'entrepôt de marchandise, et à l'étage les pièces à vivre.
Un kilomètre au nord de la gare se trouve le point le plus élevé de la ligne qui se situe à 1 024 m d'altitude.
La gare est à 381,74 km d'Oslo. 